# Kalendarium historii Szczecina

Obecny Herb Szczecina

Kalendarium historii Szczecina – chronologiczny zbiór wydarzeń z historii Szczecina.

## Dzieje najdawniejsze
- ok. 10 000 lat p.n.e. - na terenie Szczecina żyją grupy przedstawicieli kultur lyngbijskiej i ahrensburskiej; ślady ich pobytu znaleziono na Krzekowie, Żelechowej i w Jezierzycach[1].

## Osada Pomorzan
- II połowa VI wieku – najstarsze znane osiedle Słowian założone nad Bukową na Krzekowie[2],
- II połowa VIII wieku – założenie osady w miejscu pozostałości po grodzie kultury łużyckiej na wzgórzu zamkowym[2],
- połowa IX wieku – otoczenie osady na wzgórzu zamkowym wałami obronnymi[2],
- II połowa X wieku – otoczenie wałami obronnymi wzgórza zamkowego wraz z podgrodziem między wzgórzem i Odrą[2].

## W Księstwie Pomorskim i pod wpływami polskimi, duńskimi i niemieckimi
- 967–972 – przejściowe podbicie plemion Pomorzan na Pomorzu Zachodnim przez Mieszka I[2],
- początek XI wieku – uniezależnienie się Pomorzan, wykształca się dynastia książąt pomorskich[3] z siedzibą w Kamieniu Pomorskim,
- 1121 – pod koniec roku wojska polskie Bolesława Krzywoustego zdobyły Szczecin i dotarły prawdopodobnie na Rugię. Książę pomorski Warcisław I złożył hołd lenny Krzywoustemu, uznał polską zwierzchność, zobowiązał się płacić co roku trybut w wysokości 300 grzywien srebra, dostarczać posiłków wojskowych i zgodził się wpuścić na Pomorze Zachodnie chrześcijańskich misjonarzy[4][5].
- 1122 – nieudana misja chrystianizacyjna hiszpańskiego mnicha Bernarda[4],
- 1124 – pierwsza misja chrystianizacyjna Ottona z Bambergu, w zamian za przyjęcie chrześcijaństwa Otton pomógł w kontaktach z Krzywoustym zmniejszyć trybut roczny mieszkańcom Szczecina[4], zniszczenie świątyni Trygława[2],
- 1125–1127 - reakcja pogańska[6],
- 1128 – reakcja pogańska i wyprawy zbrojne Pomorzan na Wielkopolskę, w obawie przed odwetem książę Warcisław I wyprasza u Ottona kolejną misję chrystianizacyjną i wyjednanie pokoju z Krzywoustym, co nastąpiło. Książę oddał hołd Bolesławowi Krzywoustemu, a zbuntowani szczecinianie oddali hołd księciu i przywrócono w mieście kult chrześcijański[4],
- 1173 – nieudana próba zdobycia miasta przez wyprawę wojenną Duńczyków[4],
- 1181 – Szczecin wraz z Pomorzem Zachodnim wchodzi w orbitę wpływów niemieckich[3],
- 1185 – władzę nad Pomorzem Zachodnim i miastem przejmują do 1227 r. Duńczycy, książę Bogusław I złożył królowi duńskiemu hołd lenny[4],
- 1187 – konsekracja kościoła p.w. św. Jakuba, ufundowanego przez kupca Beringera i służącego osadnikom niemieckim[7],
- 1205 – z powodu złożenia hołdu lennego przez książąt pomorskich Władysławowi Laskonogiemu Duńczycy najeżdżają Pomorze i zdobywają Szczecin[8],
- 1214 – miasto zdobywają brandenburczycy, ale z pomocą Duńczyków agresja zostaje odparta[8],
- 1237 – Barnim I w miejsce prawa słowiańskiego nakazuje stosowanie w całym Szczecinie prawa niemieckiego[8],
- 1243 – nadanie praw miejskich magdeburskich[8],
- 1245 – wybudowanie drewnianego ratusza w miejscu, gdzie później w XV wieku powstał Ratusz Staromiejski[3],
- 1249 – zburzenie grodu książęcego i otoczenie wspólnym murem starego miasta słowiańskiego wraz z przedmieściami niemieckimi[3],
- 1278 – Szczecin wstępuje do Hanzy[9],

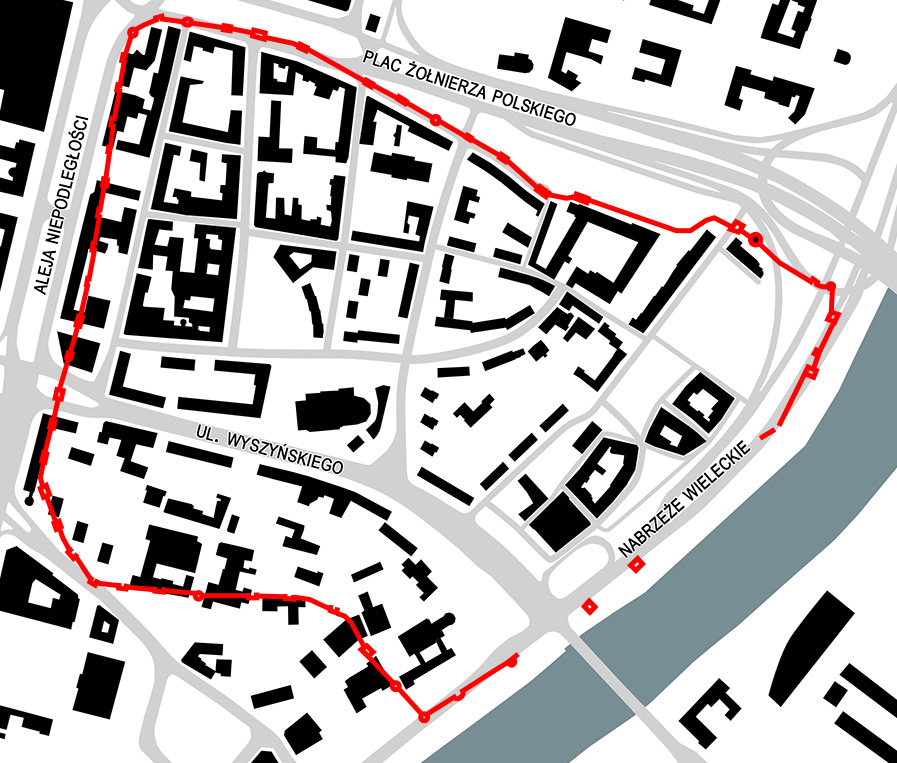
Przybliżony przebieg średniowiecznych murów Szczecina opracowany przez dr inż. arch. Macieja Płotkowiaka

- 1283 – miasto nabywa wyspę Łasztownię, znajdującą się po wschodniej stronie Odry Zachodniej[3],
- 1295 – książę Otto I nadaje miastu herb – głowę gryfa oraz małą pieczęć miejską z czerwoną głową gryfa na niebieskim tle[7],
- 1346 – rozpoczęcie budowy zamku książęcego[3][7],
- 1388 – Szczecin wraz z kilkoma mniejszymi miastami występuje jako poręczyciel Zakonu Krzyżackiego i książąt pomorskich, w zamian uzyskując prawo pobierania cła w komorze celnej w Gartz[8],
- 1397 – miasto uzyskuje prawo bicia srebrnej monety[8],
- 1400 – miasto pożycza Bogusławowi VII 1200 grzywien na wykupienie Marchii Wkrzańskiej z rąk margrabiów[8],
- 1450 – budowa gotyckiego ratusza miejskiego[7],
- 1478–1532 – Szczecin stolicą zjednoczonego przez Bogusława X Księstwa Pomorskiego[7],
- 1529 – układ sukcesyjny między Gryfitami a Hohenzollernami w Grimmen (Grzymiu), przewidujący ekspektatywę drugich na ziemie pomorskie[7],
- 1534 – wprowadzenie luteranizmu[7],

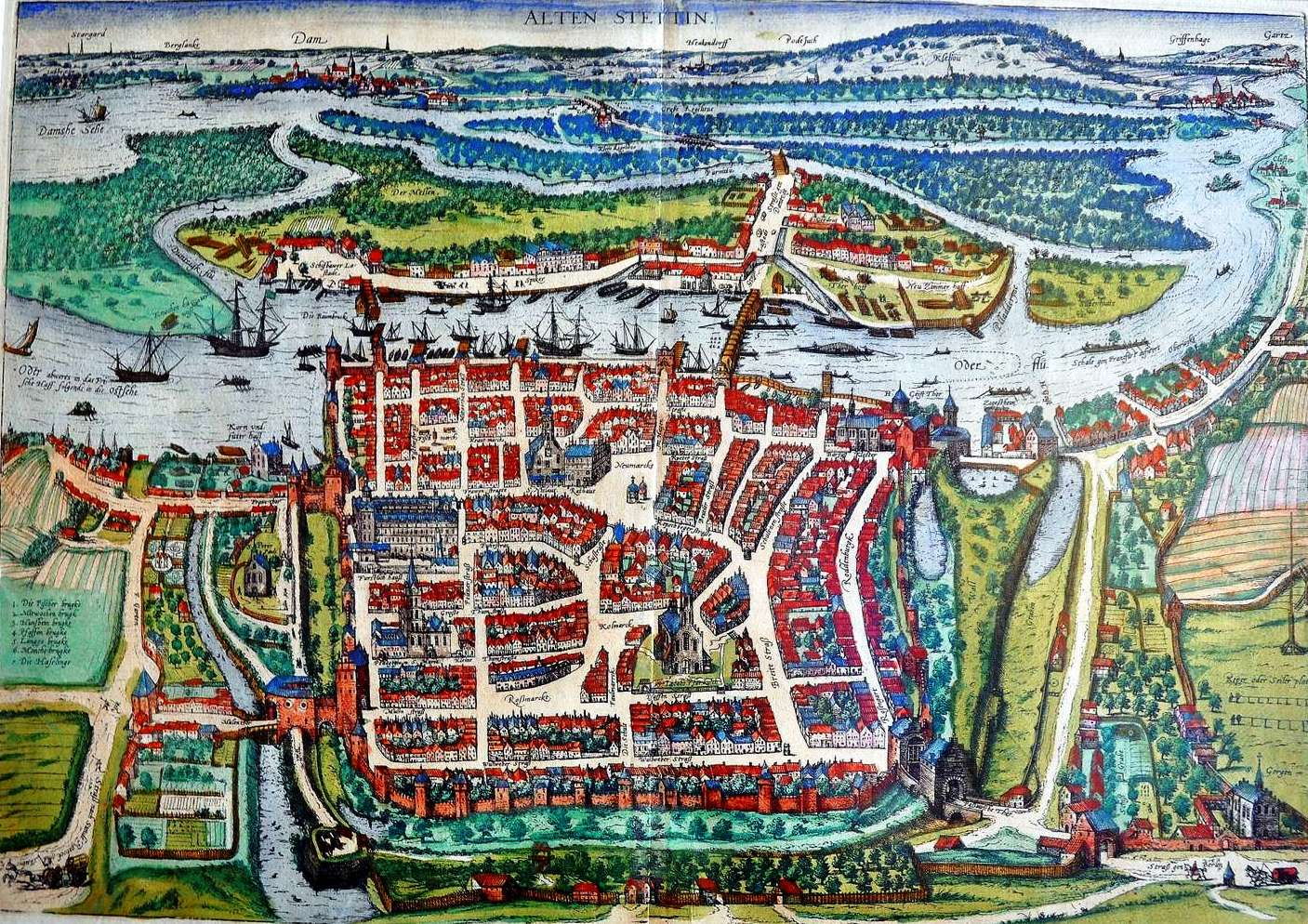
XVI-wieczny widok Szczecina

- 1543 – powstanie Pedagogium Szczecińskiego[7],
- 1570 – Kongres Szczeciński kończy wojnę siedmioletnią[7],
- 1575 – początek budowy wielkiej renesansowej rezydencji książęcej[7],
- 1613 – wydanie pierwszej kroniki miasta (Historische Beschreibung der Stadt Alten Stettin in Pommern), autorstwa burmistrza i absolwenta Pedagogium Paula Friedeborna[7],
- 1618 – wydanie mapy Księstwa Pomorskiego autorstwa Eilharda Lubinusa, należącej do najwybitniejszych dzieł kartograficznych swojej epoki[7],
- 1630 – zajęcie Szczecina przez Szwedów w następstwie działań wojny trzydziestoletniej[7],
- 1637 – śmierć ostatniego Gryfity, Bogusława XIV[7].

## W Królestwie Szwecji
- 24 października 1648 – w wyniku ustaleń pokoju westfalskiego kończącego wojnę trzydziestoletnią Szczecin wraz z całym Pomorzem Przednim i Rugią staje się częścią Korony Szwedzkiej[11],
- 1667 – kryzys Pedagogium Szczecińskiego i powołanie na jego miejsce gimnazjum karolińskiego (Regium Gymnasium Carolinum)[7],
- 1676 – w trakcie wojny duńsko–szwedzkiej wojska szwedzkie pod wodzą Jakoba von Wulffena utrzymały Szczecin po wielomiesięcznym oblężeniu przez dziesięciokrotnie liczniejsze siły brandenburskie[11],

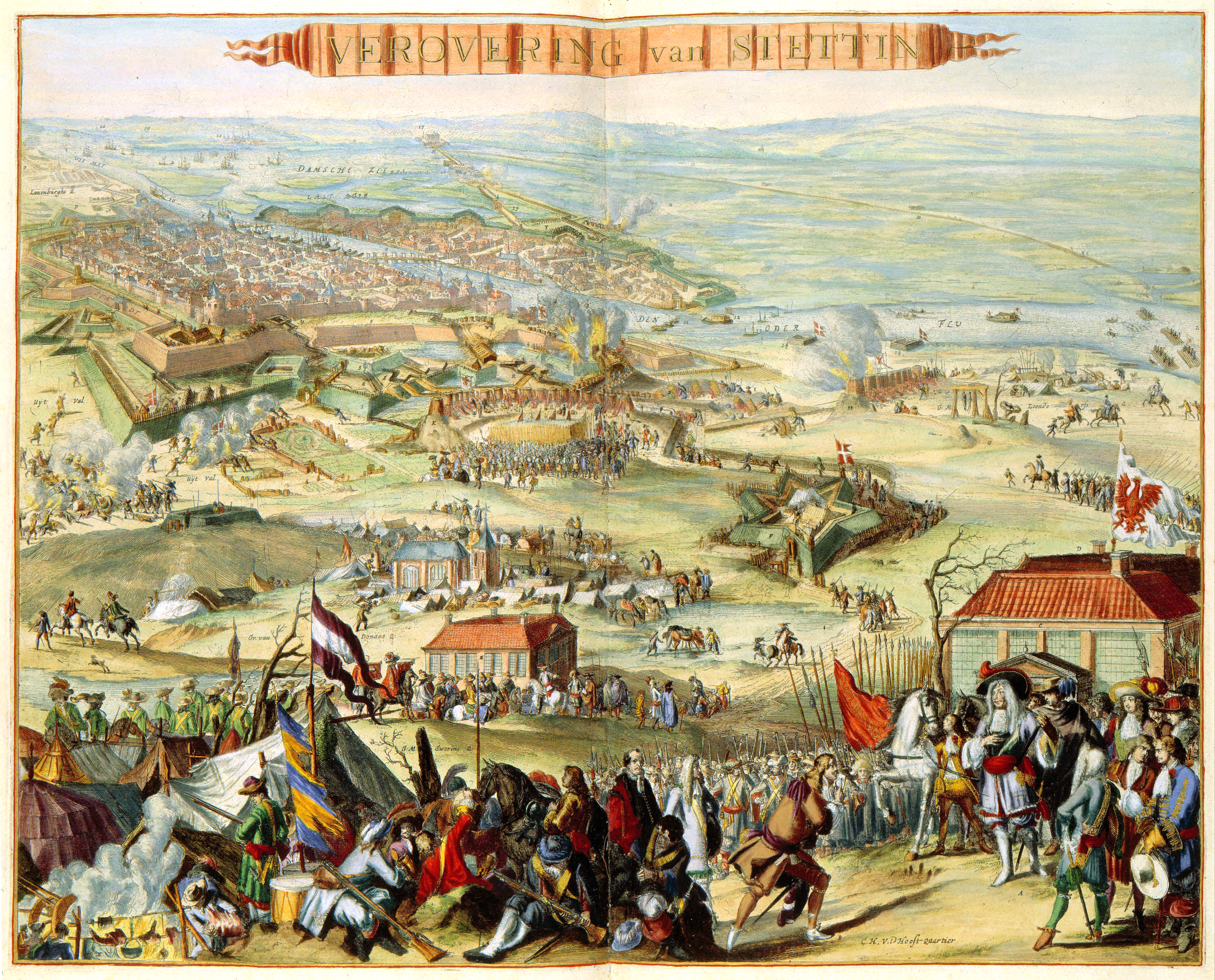
Oblężenie Szczecina w 1677

- 22 grudnia 1677 – kolejne oblężenie wojsk pod wodzą Fryderyka Wilhelma I kończy się kapitulacją miasta (1678), w walkach zginęło 2,5 tysiąca szczecinian[11],
- czerwiec 1679 – w wyniku ustaleń pokoju z Saint-Germain-en-Laye Szwecja odzyskuje Szczecin[11],
- wrzesień 1713 – po dwóch latach działań wojennych na Pomorzu Szwedzkim podczas III wojny północnej generalny gubernator prowincji Johan August Meijerfeldt poddał miasto, które pozostało pod pruskim zarządem do końca wojny[11].

## W Prusach i III Rzeszy
- 1720 – na mocy postanowień sztokholmskiego traktatu pokojowego Szwecja odstępuje Szczecin z terenami przyległymi Prusom za 2 mln talarów[11],
- 1721 – w celu przyśpieszenia rozwoju miasta Fryderyk Wilhelm I zakłada w nim uprzywilejowaną kolonię francuską hugenotów[11],
- 1724–1740 – początek rozbudowy twierdzy z fortami "Prusy", "Wilhelm" i "Leopold"[7],
- 1729 – W Szczecinie urodziła się Zofia Fryderyka Augusta Anhalt-Zerbst, późniejsza caryca Katarzyna II,
- 1752 – Fryderyk Wilhelm I na Zamku Książąt Pomorskich założył mennicę,
- 1757 – w trakcie wojny siedmioletniej korpus szwedzki bez powodzenia próbuje zdobyć Szczecin broniony przez garnizon pruski pod dowództwem Heinricha von Manteuffla[11],
- 1759 – kolejne bezskuteczne próby zajęcia miasta przez wojska szwedzkie[11],

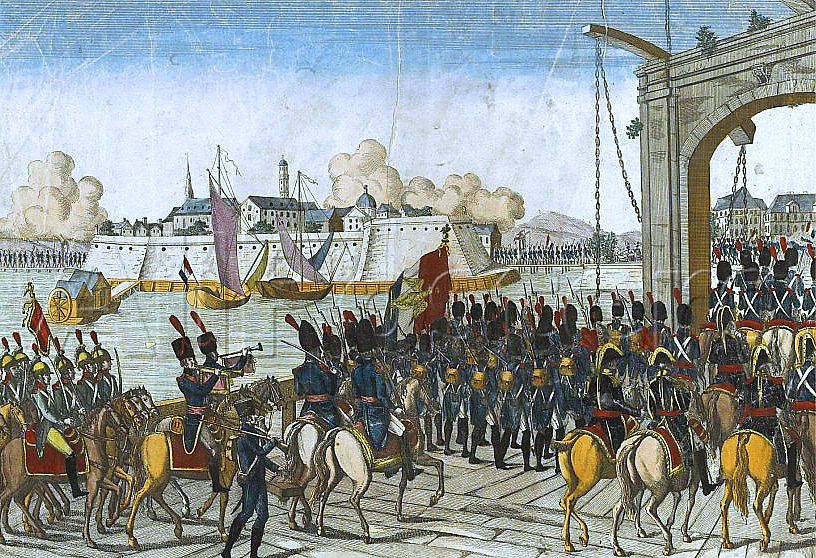
Zdobycie Szczecina przez wojska francuskie w 1806 roku

- 1806 – wkroczenie do miasta wojsk francuskich[7],
- 1809 – w Szczecinie stacjonuje sztab 4. płku strz. konnych armii Księstwa Warszawskiego,
- 1813 – obrona, a następnie opuszczenie miasta przez Francuzów,
- 1836 – inauguracja działalności giełdy szczecińskiej[7],
- 1837 – uruchomiono młyn parowy „Walzmuhle”,
- 1843 – uroczyste otwarcie linii kolejowej Szczecin – Berlin z udziałem króla pruskiego Fryderyka Wilhelma IV[7],
- 1845 – rozpoczęcie budowy tzw. Nowego Miasta wokół dzisiejszej Alei 3 Maja[7],
- 1848 – otwarcie gazowni miejskiej[7],
- 1849 – otwarcie Teatru Miejskiego[7],
- 1851 – z inicjatywy dwóch hamburskich inżynierów Früchtenichta i Brocka, na Grabowie powstaje przedsiębiorstwo stoczniowo-maszynowe, od 1857 pod nazwą Vulcan-Werft[12][7],
- 1855 – z inicjatywy Paula Gutike na Żelechowej powstaje jedna z najnowocześniejszych fabryk cementu w Niemczech pod nazwą 'Stettiner-Portland-Zement-Fabrik'[12],
- 1855 – Grabowo i włączona do niego wieś Drzetowo otrzymało prawa miejskie,
- 1857 – stocznia 'Vulcan-Werft' zostaje przekształcona przez króla Prus Fryderyka Wilhelma IV w spółkę akcyjną (niem. Aktien-Gesellschaft, AG). Nazwę zmieniono na 'Stettiner Maschinenbau AG "Vulcan"' (Szczecińskie Towarzystwo Budowy Maszyn "Vulcan" S.A.)[12],
- 1865 – początek eksploatacji wodociągów miejskich[7],
- 1873 – zniesienie twierdzy[7],
- 1878–1907 – nadburmistrzem miasta jest Hermann Haken,
- 1879 – otwarcie pierwszej linii tramwaju konnego[7],
- 1887 – magnacka rodzina Henckel von Donnersmarck otwiera na Stołczynie hutę 'Kraft'[13],
- 1889 – uruchomienie pierwszej elektrowni w mieście[7],
- 1890 – założenie Towarzystwa Robotników Polsko–Katolickich[14],
- 1892 – władze miasta oraz przedsiębiorcy podejmują decyzję o budowie portu wolnocłowego[15], którego budowę rozpoczęto dwa lata później[7],
- 1897 – uruchomienie tramwajów elektrycznych[7],
- 1898 – oddano do użytku basen wschodni nowo budowanego portu wolnocłowego, na uroczystości obecny był cesarz Wilhelm II[15],

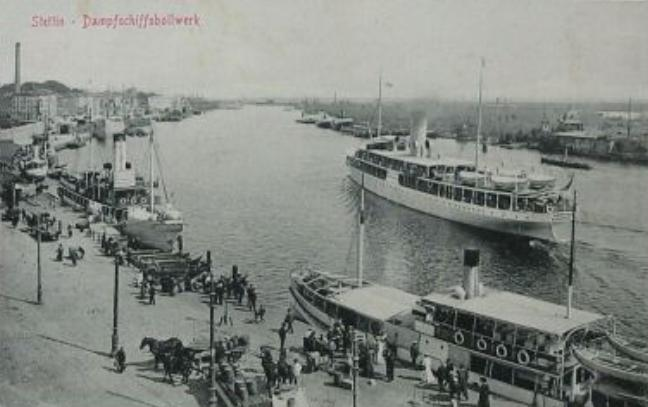
Port w Szczecinie w 1900

- 1900 – włączenie w granice miasta Drzetowa, Grabowa i Niemierzyna. Powstanie Parku Żeromskiego,
- 6 grudnia 1901 – otwarcie Cmentarza Centralnego,
- 1902–1921 – powstanie kompleksu reprezentacyjnych budowli na Tarasach Hakena (dziś Wały Chrobrego)[7],
- 1910 – oddano do użytku basen zachodni nowo budowanego portu wolnocłowego i tym samym ukończono jego budowę[15],
- 1911 – przyłączenie do miasta Niebuszewa, Krzekowa, Pogodna, Świerczewa i terenów wokół ul. Arkońskiej[7],
- 1913 – oddano do użytku kanał Odra-Havela[15],
- 1923 – powstanie Szczecińsko-Pruskiej Wspólnoty Portowej[7],
- 1924 – rozpoczęcie budowy lotniska na Dąbiu,
- 1924 – powstanie szczecińskiego oddziału Związku Polaków w Niemczech[16],
- 1924–1927 – budowa siedziby Sejmu Prowincjonalnego Pomorza (obecnie Urząd Miasta),
- 1925 – rozpoczyna działalność Konsulat RP w Szczecinie, pierwszym konsulem zostaje Witold Kolankowski,
- 1926–1927 – powstają Jasne Błonia,
- 1926 – firma 'Deschimag' (Deutsche Schiff- und Maschinenbau AG) z Bremy kupuje stocznię AG Vulcan Stettin[17],
- 1927 – powstanie polskiego Towarzystwa Śpiewu im. Chopina[18],
- 1928 – firma 'Deschimag' (Deutsche Schiff- und Maschinenbau AG) z Bremy podejmuje decyzję o likwidacji i demontażu stoczni AG Vulcan Stettin[17],
- 1928 – powstanie rosarium u zbiegu ul. Zaleskiego i Fałata (10 tys. krzewów), odtworzone w 2007,
- 1929 – likwidacja stoczni Nüscke & Co. AG[17],

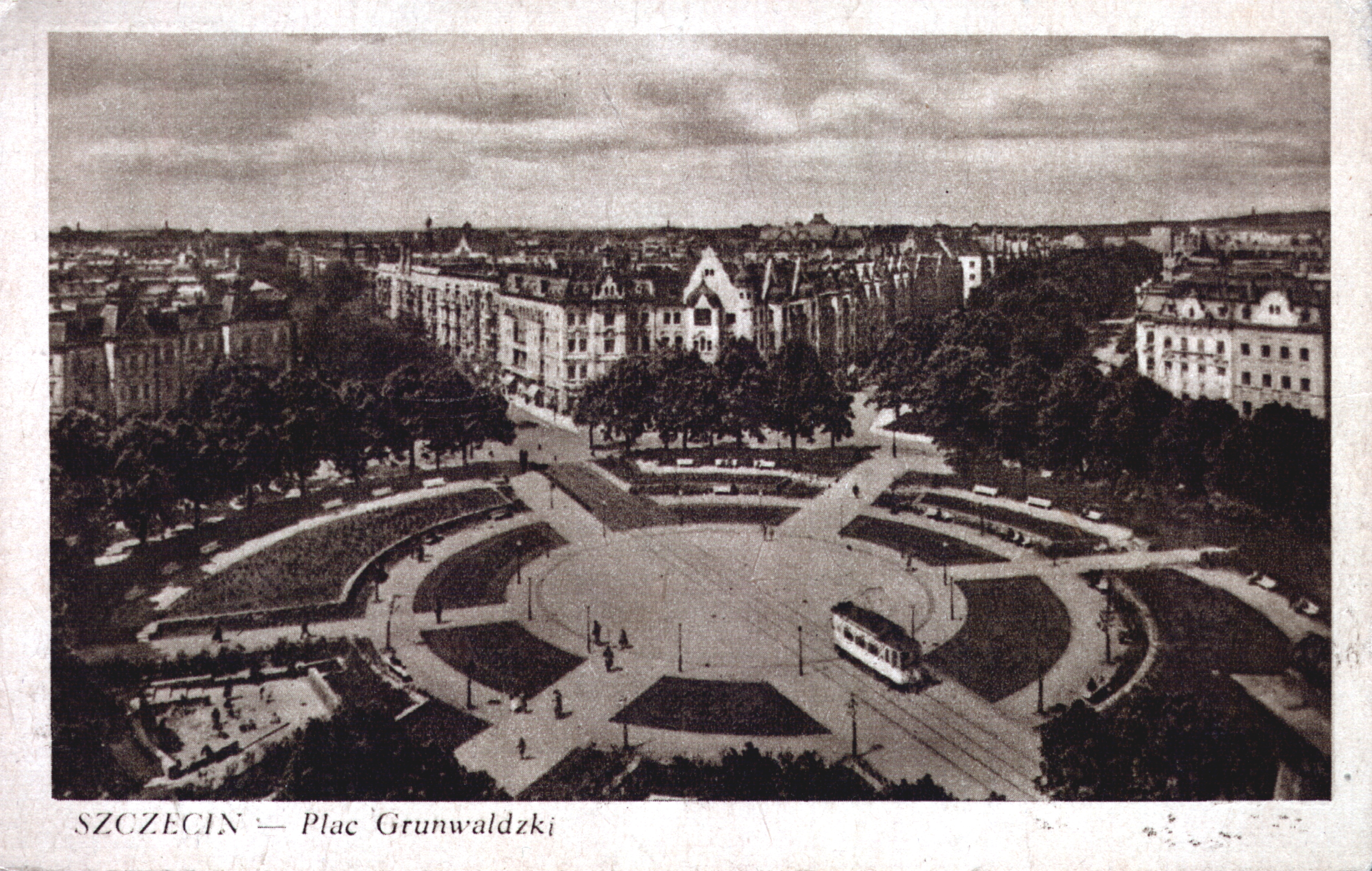
Plac Grunwaldzki w Szczecinie w latach 30. XX wieku

- 1930 – licytacja stoczni Ostseewerft[17],
- 1930 – zamknięta zostaje fabryka rowerów oraz maszyn do szycia i pisania Stoewer Werke AG[17],
- 1931 – przedsiębiorstwo żeglugowe 'E.Retzlaff' zaprzestaje swojej działalności[19],
- 1933 – dojście nazistów do władzy w Niemczech, wzmożenie represji wobec szczecińskich Polaków[18],
- 1934 – powstanie polskiej drużyny harcerskiej "Gryf"[18],
- 1938 – Niemcy aresztowali prezesa szczecińskiego oddziału Związku Polaków w Niemczech, Stanisława Borkowskiego[18],
- 1939 – zakaz działalności wszystkich organizacji polskich, aresztowania wiodących postaci społeczności polskiej, Aleksandra Omieczyńskiego i Maksymiliana Golisza, zamordowanych później przez Niemców w czasie wojny[18], wraz z wybuchem wojny zaprzestaje działalności Konsulat Polski,
- 15 października 1939 – w wyniku podziału Kreis Randow powstaje tzw. Wielki Szczecin o obszarze 460,88 km² i ludności 382 984 osób (miasto było czwartym pod względem areału miastem w Rzeszy)[9]
- 1940 – pierwsze alianckie naloty bombowe[7],
- 20 kwietnia 1943 – najsilniejszy nalot aliancki na miasto[7],

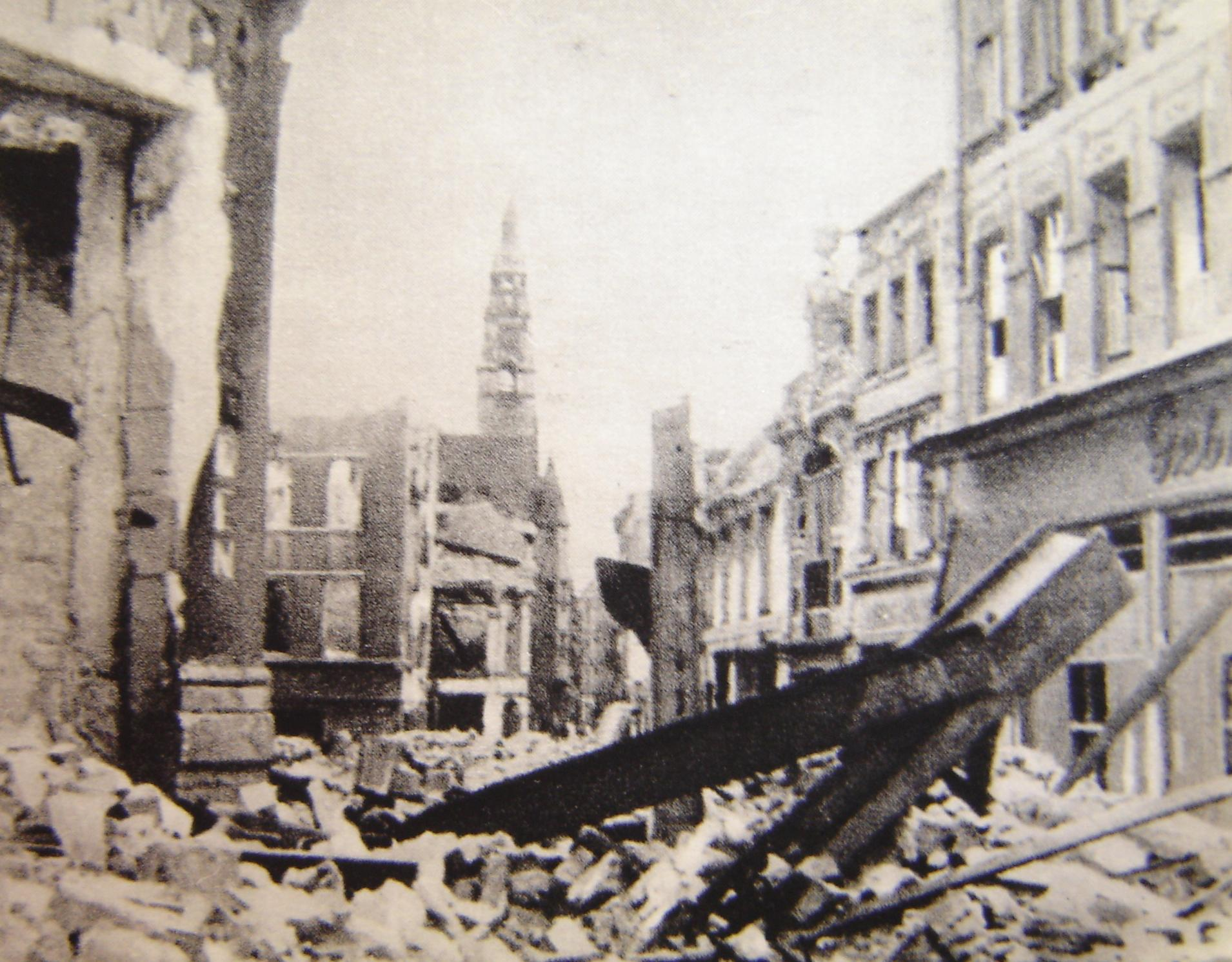
Zniszczony Szczecin w 1945

- 1944 – znaczne zniszczenia miasta i Zamku podczas nalotów dywanowych,
- 20 marca 1945 – pada ostatni przyczółek niemiecki na wschodnim brzegu Odry w Dąbiu[20],
- 25 kwietnia 1945 – komendant twierdzy Szczecin nakazuje opuszczenie miasta w związku z postępami armii radzieckiej atakującej z przyczółka w Gartz[20],
- 26 kwietnia 1945 – wkroczenie Armii Czerwonej do miasta.

## W Polsce
- 30 kwietnia 1945 – objęcie miasta przez administrację polską, kierowaną przez inż. Piotra Zarembę[7],
- 5 maja 1945 – powstanie niemieckiego Zarządu Miasta (najpierw dla dzielnicy Niebuszewo, potem dla całego miasta) z nadburmistrzem Erichem Spiegelem, a następnie z komunistą Erichem Wisnerem na czele. Powrót ludności niemieckiej – w końcu maja przebywało w mieście 24500 Niemców, w początkach lipca już 84000[7],
- 17-19 maja 1945 – w związku z nieuregulowanym statusem miasta, władze polskie na polecenie rządu opuszczają Szczecin[7],
- 9 czerwca 1945 – powrót do Szczecina polskiego Zarządu Miasta[7],
- 19 czerwca 1945 – ponowne opuszczenie miasta przez polski Zarząd, spowodowane interwencją dyplomatyczną USA i Wielkiej Brytanii[7],
- 5 lipca 1945 – Szczecin zostaje oficjalnie przekazany administracji polskiej[21] (z wyjątkiem drogi wodnej na Odrze, portu i dzielnic północnych[22]),
- 12 lipca 1945 – uruchomienie wodociągów miejskich[7],
- sierpień 1945 – uruchomienie komunikacji tramwajowej[7], pierwsza linia biegła z Dworca Głównego do Lasu Arkońskiego,
- 20 listopada – 21 grudnia 1945 – organizacja punktu etapowego na stacji Szczecin Gumieńce podczas akcji wysiedleń 290 tysięcy Niemców[22],
- 26 grudnia 1945 – pierwszy regularny spektakl teatralny w powojennym Szczecinie w Teatrze Małym (działającym do 1948)[23],
- luty 1946 – październik 1947 – Szczecin punktem zdawczo–odbiorczym akcji "Jaskółka" podczas której wysiedlono z Pomorza Zachodniego 760 tysięcy Niemców[22],
- październik 1946 – inauguracja roku akademickiego w Akademii Handlowej[7],
- grudzień 1946 – powstanie Wyższej Szkoły Inżynierskiej[7],
- 1946 – powstanie klubu piłkarskiego Arkonia Szczecin[24],
- 17 września 1947 – przejęcie części portu przez stronę polską od administracji radzieckiej[7],
- 1948 – powstanie Akademii Lekarskiej, późniejszej Akademii Medycznej[7],
- 1948 – powstanie klubu piłkarskiego Pogoń Szczecin,
- 1949 – powstanie klubu piłkarskiego Hutnik Szczecin,
- 1951 – powstanie Polskiej Żeglugi Morskiej[7],
- lipiec 1952 – powstanie Stoczni Remontowej Gryfia, początkowo funkcjonującej jako Baza Remontowa Gryfia,
- grudzień 1952 – wodowanie s/s "Czułym", pierwszego statku zbudowanego w mieście po wojnie[7],
- maj 1954 – administracji polskiej przekazana została ostatnia część miasta, pozostająca od zdobycia miasta w 1945 roku pod administracją radziecką[22],
- 1954 – powstanie Wyższej Szkoły Rolniczej, od 1972 Akademii Rolniczej[7],
- 11 stycznia 1955 – przejęcie od wojsk radzieckich całego portu[7],
- 1955 – powstanie Politechniki Szczecińskiej[7],
- 1957 – utworzenie PPDiUR "Gryf"[7],
- 1959 – wizyta sekretarza generalnego KPZR Nikity Chruszczowa[7],
- 1961 – uruchomienie elektrowni "Pomorzany"[7],
- 1964 – powstanie Stoczni Remontowej Parnica, od 1999 (po upadłości) Stocznia Pomerania,
- 1968 – inauguracja pierwszego roku akademickiego w Wyższej Szkole Nauczycielskiej i Wyższej Szkole Morskiej[7],

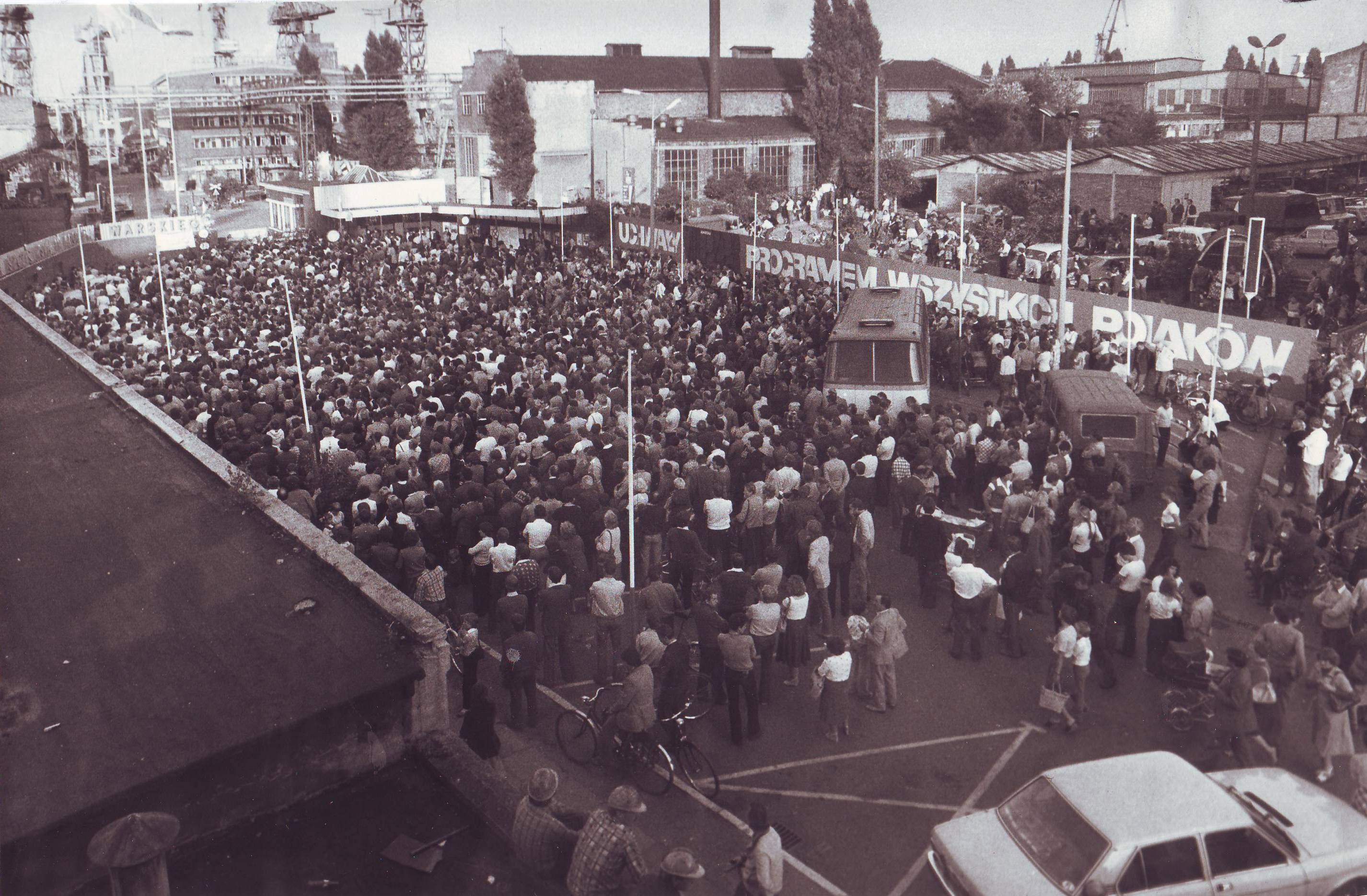
Strajk w Stoczni Szczecińskiej w 1980

- 17 grudnia 1970 – początek strajków w szczecińskich zakładach przemysłowych i zamieszek ulicznych, spowodowanych zapowiedzią podwyżek cen żywności[7],
- 22-25 stycznia 1971 – ponowne strajki w szczecińskich fabrykach, zakończone spotkaniem z I sekretarzem KC PZPR, Edwardem Gierkiem[7],
- 1972 – Szczecin zostaje stolicą rzymskokatolickiej diecezji szczecińsko-kamieńskiej[7],
- 1973 – powstanie klubu siatkarskiego Stal Stocznia Szczecin,
- 18-30 sierpnia 1980 – strajk generalny, którego efektem było m.in. powstanie związku zawodowego „Solidarność”[7],
- 1985 – zdobycie pierwszego siatkarskiego mistrzostwa Polski przez Stal Stocznię Szczecin,
- 1985 – inauguracja pierwszego roku akademickiego na Uniwersytecie Szczecińskim[7],
- 1992 – przekształcenie diecezji katolickiej w archidiecezję[7],
- 1999 – powstanie województwa zachodniopomorskiego ze stolicą w Szczecinie[7],
- 2001 – Szczecin gospodarzem jednej z rund Pucharu Świata w kolarstwie torowym,
- 2004 – założenie klubu koszykarskiego Wilki Morskie Szczecin[25],
- 2011 – Szczecin gospodarzem Mistrzostw Europy w Pływaniu na krótkim basenie,
- 2014 – otwarcie nowej Filharmonii (na miejscu zniszczonego w czasie wojny Domu Koncertowego),
- 2014 – oddanie do użytku nowej hali widowiskowo-sportowej,
- 2017 – Szczecin jednym z gospodarzy rozgrywanych w Polsce Mistrzostw Europy w Piłce Siatkowej Mężczyzn,
- 2019 – Szczecin gospodarzem Mistrzostw Europy w Gimnastyce Sportowej.